# Verwaltungsgemeinschaft Lehrberg
Die Verwaltungsgemeinschaft Lehrberg im mittelfränkischen Landkreis Ansbach wurde im Zuge der Gemeindegebietsreform am 1. Mai 1978 gegründet und zum 1. Januar 1998 wieder aufgelöst. Es bestanden Pläne, die Verwaltungsgemeinschaft Flachslanden einzuverleiben, was aber durch eine Initiative der Flachslandener Bürger im Jahr 1979 verhindert werden konnte.
Ihr gehörten die Marktgemeinden Colmberg und Lehrberg an, die seither Einheitsgemeinden mit eigener Verwaltung sind.
Sitz der Verwaltungsgemeinschaft war Lehrberg.